# Kunfalva
Kunfalva (szlovákul Konská) község Szlovákiában, a Zsolnai kerületben, a Zsolnai járásban.

## Fekvése
Zsolnától 14 km-re délnyugatra, Rajecfürdőtől 2 km-re délre fekszik.

## Története
A falu keletkezése az 1228-as évszámhoz köthető, amikor az egyházi források szerint az első templom épült. A falu a rajeci uradalomhoz tartozott. A templom felépülése a rajeci uradalom egy részének II. András király által az esztergomi káptalan részére történő adományozással lehet összefüggésben. Ez az első templom a faluval együtt a tatárjáráskor pusztult el. 1287-ben a káptalan birtokát a Hont-Pázmány nembeli Kázmérral cserélte el. 1297-ben az egész Rajecvölgy Csák Máté uralma alá került, majd ennek halála után a királyra szállt. A 14. században királyi birtokként a zsolnalitvai vár tartozéka volt.
A falut „villa Kunzka” néven 1350-ben említik először, első ismert soltésza és bírája Tyl fia Miklós volt. A név alapján a soltész német volt, a betelepített lakosság – amely 16 évre adómentességet kapott – azonban valószínűleg szlovák. A 14. század második felében a források szerint új, gótikus templomot építettek. 1368 után a soltészságot a gömöri Balog család tagja, Domonkos vásárolta meg, aki 1376-ban a birtokot elcserélte a királlyal. A 14. század végén a falu a Rajecvölggyel együtt Sztrecsény várának uradalmához került. 1456-ban már újra Litva várához tartozott, mely 1474-ben királyi adományként Kinizsi Pálé, majd 1495-től a Szapolyaiké.
1543-ban 15 jobbágytelek, 8 zsellér és egy bíró volt a településen. 1556-ban a litvai uradalmat a Thurzó család szerezte meg. 1598-ban malom és 27 ház állt a faluban. Az 1626-os urbárium szerint a faluban malom és fűrészüzem működött, bíró, 11 jobbágy és 8 zsellér élt itt. 1628-ban a litvai uradalmat négy részre osztották, melyen a Thurzók, Perényiek, Révayak és Lengyelek osztoztak. 1707-ben 10 jobbágy és 21 nincstelen élt itt, miközben sok falu a kuruc harcokban elpusztult. 1770-ben 17 jobbágytelke volt, 107 jobbágy, 10 zsellér és 2 nincstelen lakta. 1784-ben az első népszámláláskor 77 házát 90 családban 553-an lakták. 1798-ban legnagyobb birtokosai a Mednyánszky, Újváry, Balassa, Perényi és Pongrác családok.
A 18. század végén Vályi András így ír róla: „KONSZKA. Trentsén Várm. földes Urai több Urak, lakosai katolikusok, fekszik egy völgyben, a’ Rajeczi fördők felett, erdeje, legelője elég van, piatza közel, de földgye nedves.”
1826-ban a régi templomot lebontották, helyette egy fakápolnát építettek, amely az új templom megépültéig volt az istentiszteletek színhelye. 1828-ban 40 házban 725 lakos élt a községben.
Fényes Elek 1851-ben kiadott geográfiai szótárában így ír a faluról: „Konszka, Trencsén m. tót falu, egy völgyben a rajeczi fördők felett. Számlál 705 kath., 7 zsidó lak. Kath. paroch. temploma elromlott; hanem a sztranskai templom szolgál helyette; földe vizenyős; legelője elég; valamint fája is. F. u. a lietavai uradalom. Ut. p. Zsolna.”
1873-ban a litVai uradalom megszűnt, az új birtokos Popper Lipót lett. 1886-tól Ballestrém Ferenc és Hahn Sámuel a birtokosai. A trianoni békéig Trencsén vármegye Zsolnai járásához tartozott.

## Népessége
| Év:            | 1994. | 2004.    | 2014.    | 2024.    |
| -------------- | ----- | -------- | -------- | -------- |
| Emberek száma: | 1176  | 1350     | 1505     | 1676     |
| Eltérés:       |       | +14,79 % | +11,48 % | +11,36 % |

| Év:            | 2023. | 2024.   |
| -------------- | ----- | ------- |
| Emberek száma: | 1679  | 1676    |
| Eltérés:       |       | -0,17 % |

1910-ben 1038, túlnyomórészt szlovák anyanyelvű lakosa volt.
2001-ben 1300 lakosából 1297 szlovák volt.
2011-ben 1458 lakosából 1442 szlovák volt.

## Nevezetességei
- Alexandriai Szent Katalin tiszteletére szentelt római katolikus temploma 1840-ben épült klasszicista stílusban. Tornyát csak 1948-ban építették hozzá.

## Külső hivatkozások
- Községinfó
- Kunfalva Szlovákia térképén
- E-obce.sk[halott link]